# ユニキャスト

ユニキャストの概念図

ユニキャスト（英: unicast）とは、コンピュータネットワークにおいて、単一の送信相手を指定して、データを送信することである。最も頻繁に使用される送信方法であり、ブロードキャストやマルチキャスト、エニーキャストなどの用語との対比で使われる。
ユニキャストアドレッシングでは、複数のユーザーが同じサーバーから同時に同じデータを要求しても、データストリームは重複して送信され、各ユーザーに1つずつ送信される。